# Шейх-Магаллє (Амоль)
Шейх-Магаллє (перс. شيخ محله) — село в Ірані, у дегестані Ларіджан-е Софла, у бахші Ларіджан, шагрестані Амоль остану Мазендеран. За даними перепису 2006 року, його населення становило 82 особи, що проживали у складі 27 сімей.

## Клімат
Середня річна температура становить 16,66°C, середня максимальна – 30,96°C, а середня мінімальна – 2,92°C. Середня річна кількість опадів – 671 мм.
| Клімат поселення                              | Клімат поселення | Клімат поселення | Клімат поселення | Клімат поселення | Клімат поселення | Клімат поселення | Клімат поселення | Клімат поселення | Клімат поселення | Клімат поселення | Клімат поселення | Клімат поселення | Клімат поселення |
| Показник                                      | Січ.             | Лют.             | Бер.             | Квіт.            | Трав.            | Черв.            | Лип.             | Серп.            | Вер.             | Жовт.            | Лист.            | Груд.            |                  |
| Середній максимум, °C                         | 11,11            | 11,82            | 14,52            | 19,90            | 23,84            | 27,86            | 30,96            | 30,95            | 28,04            | 23,46            | 18,08            | 13,69            |                  |
| Середня температура, °C                       | 7,00             | 7,72             | 10,42            | 15,81            | 19,74            | 23,76            | 26,00            | 26,00            | 23,08            | 18,49            | 13,12            | 8,74             |                  |
| Середній мінімум, °C                          | 2,92             | 3,62             | 6,33             | 11,71            | 15,64            | 19,66            | 21,05            | 21,03            | 18,11            | 13,53            | 8,17             | 3,79             |                  |
| Норма опадів, мм                              | 76               | 58               | 54               | 29               | 24               | 19               | 18               | 37               | 66               | 108              | 95               | 87               |                  |
| Середньомісячна швидкість вітру, м/с          | 1.82             | 2.31             | 2.40             | 2.28             | 2.30             | 2.32             | 2.51             | 2.15             | 2.02             | 1.80             | 1.87             | 1.76             |                  |
| Середньомісячна сонячна радіація, кДж/м²·день | 8536             | 10796            | 12855            | 15879            | 19857            | 21674            | 21698            | 19384            | 16108            | 12489            | 9788             | 8108             |                  |
| --------------------------------------------- | ---------------- | ---------------- | ---------------- | ---------------- | ---------------- | ---------------- | ---------------- | ---------------- | ---------------- | ---------------- | ---------------- | ---------------- | ---------------- |
| Джерело:                                      |                  |                  |                  |                  |                  |                  |                  |                  |                  |                  |                  |                  |                  |